# Théophraste
Pour les articles homonymes, voir Théophraste (prénom).
 (mai 2022).
Motif : Voir la page de discussion de l'article.
 (mai 2022).
Théophraste (en grec ancien Θεόφραστος / Theóphrastos) est un philosophe de la Grèce antique né vers 372 av. J.-C. à Eresós (Lesbos) et mort vers 288 av. J.-C. à Athènes. Élève d’Aristote, il est le premier scholarque du Lycée, de 322 à sa mort ; botaniste et naturaliste, polygraphe ou encore alchimiste.
Selon Théophraste, l’ambition légitime du savant est de parvenir, malgré les obstacles et les difficultés, à énoncer les causes de ce qu’il constate et analyse, à quoi il ne parvient qu’en manifestant à l'égard des théories générales une attitude critique qui le conduit à accumuler les observations, recourir à l’analogie et construire de nouvelles hypothèses, si c’est pertinent ; l’aporie dans l’utilisation d’une théorie impose la recherche. Il faut exhorter les hommes à acquérir plutôt de la science qu'à compter sur les richesses. Il est typique de Théophraste de retrouver plusieurs explications, et de tenter de distinguer les circonstances dans lesquelles elles ont été élaborées.
L’importance qu'il accorde à l'observation directe et à la description précise et rigoureuse marque une rupture avec les auteurs qui, avant lui, avaient étudié les plantes. Pour Théophraste, c'est l'apanage du savant de n’être pas un étranger hors de sa patrie, de ne point manquer de personnes qui l’aiment après avoir perdu ses amis, d'être citoyen dans toutes les villes du monde, de braver et de mépriser les revers de la fortune.
Épicure et Léontion avaient tous, d’après Cicéron et Plutarque, écrit un ouvrage intitulé Contre Théophraste, ; celui d’Épicure comptait quatre livres. Le géographe Dicéarque a adressé certains de ses ouvrages, certaines de ses cartes et leurs explications à l’attention de Théophraste.

## Biographie
Fils du foulon Mélantas, de Lesbos, il naquit le 5 de Hécatombeion dans la 102e Olympiade, sous le nom de Tyrtamos (en grec ancien Τύρταμος) ; c’est Aristote qui le surnomma « Théophrastos »[réf. nécessaire], littéralement « divin parleur ».
Diogène Laërce affirme que Théophraste a été disciple de Platon,. Selon l’historien de la philosophie et philologue Werner Jaeger, il est possible mais peu vraisemblable qu'il ait suivi les cours de Platon à Athènes ; il est plus probable que, venant de Lesbos, il ait rejoint Aristote et d’autres membres de l’Académie à Assos, où ce dernier s’était installé auprès d’Hermias en 347 av. J.-C..
Théophraste se lie d’amitié avec Callisthène, à qui il dédiera son Callisthène. Dans son île natale, il combat la tyrannie locale et parvient, avec son compatriote Phidias, à en débarrasser Érèse, C’est probablement sous son influence qu’Aristote quitte Assos pour s’installer à Mytilène dans l’île de Lesbos, où il enseigne jusqu’en 344/343 av. J.-C..
L’école péripatéticienne, comme association légale reconnue par la cité, a été fondée non par Aristote qui était métèque, mais par Théophraste, lequel, quoique métèque lui aussi, parvint à obtenir de Démétrios de Phalère une dérogation. C'est à Théophraste qu'Aristote légua ses biens dans un testament que l’on possède encore. L’école devient alors une association cultuelle. Après la bataille de Chéronée, Théophraste revient à Athènes ; Aristote y a déjà ouvert son école au Lycée et Théophraste y suit les cours de son ancien condisciple, à qui il succède en 322 av. J.-C. lorsqu’Aristote part pour Chalcis.

En 317 av. J.-C., le philosophe Démétrios de Phalère gouverne Athènes et concède à Théophraste, dont il fut l’élève, le droit de posséder des biens immobiliers, bien qu’il fût métèque comme son prédécesseur. Théophraste achète un jardin où il organise l’école aristotélicienne sur le modèle de celle de Platon, fondation qui a pour but la concrétisation de la vie contemplative et spéculative : outre un sanctuaire des Muses, le jardin comprend un grand portique avec des cartes géographiques en pierre et plusieurs salles de cours. En 307 av. J.-C., Athènes est prise par Démétrios Poliorcète pendant près de trois ans, et la chute de Démétrios de Phalère entraîne la persécution des philosophes : les écoles de philosophie sont visées par une loi d’un certain Sophocle de Sounion interdisant aux philosophes de tenir école sans le consentement du peuple et de la Boulè, sous peine de mort. Théophraste et tous les philosophes s’exilent volontairement. Cette loi, défendue par Démocharès, le neveu de Démosthène, est abrogée l’année suivante à l’initiative de Philon, ancien élève d’Aristote : les philosophes reviennent à Athènes et Sophocle doit payer une amende de cinq talents.

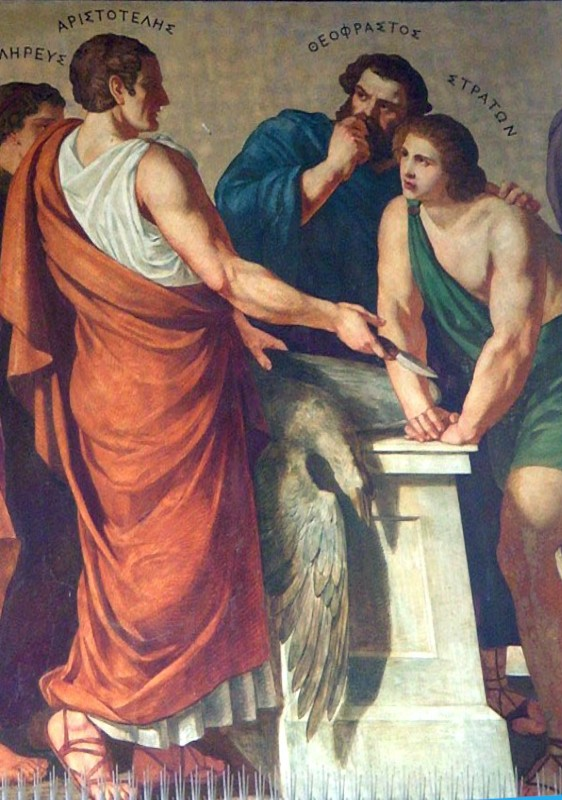
Aristote, Théophraste, et Straton de Lampsaque.

Rappelé et rétabli dans ses fonctions en 316 av. J.-C., Théophraste revient à Athènes, où il vit dès lors, entouré de nombreux disciples. Son œuvre considérable compterait, selon Diogène Laërce (V, 50), 300 livres totalisant 232 850 lignes.

### Mort
À sa mort, Théophraste lègue par testament le jardin de son école en ces termes : « Je donne le jardin, la promenade et toutes les maisons attenantes au jardin à ceux, parmi les amis dont la liste suit, qui s'engagent à y étudier et philosopher ensemble de façon permanente — sachant bien qu'il n'est pas possible à tous les hommes d'avoir un séjour permanent — sans qu'aucun d'entre eux les aliène ni se les approprie, mais comme si c'était un temple qu'ils possédaient en commun, et en se comportant dans leurs relations mutuelles à la façon de parents et d'amis, comme il est convenable et juste qu'ils le fassent. »,. Il se fait ensevelir dans un coin de ce jardin où est élevé un monument funéraire.

### Disciples
À la tête du Lycée, Théophraste eut, selon la tradition, plus de deux mille élèves, parmi lesquels on peut mentionner Straton de Lampsaque, qu’il choisit pour successeur ; Aristoxène de Tarente, qui alla jusqu’à l’insulter lorsque son maître lui préféra Straton pour successeur; Nélée de Scepsis, fils du disciple de Socrate Coriscos ; Nicomaque, fils d’Aristote ; Proclès ainsi que Démarate, dont la mère est Pythias, la fille d’Aristote. On mentionnera aussi les noms de Ménandre et Bion de Borysthène. Par ailleurs, un de ses esclaves, du nom de Pompyle, devint un philosophe péripatéticien distingué. Il fut affranchi et fit partie des légataires du testament de Théophraste.
Ménandre fondait ses comédies sur une caractérologie héritée de Théophraste. Certains titres de Ménandre correspondent aux Caractères de Théophraste : Apistos (Le Méfiant) ; Le Dyscolos (Le Bourru). Le poète latin Virgile s'est également inspiré de Théophraste, ainsi que de Lucrèce. Plutarque a écrit que le philosophe stoïcien Zénon de Cition lui dit, devant la foule d’élèves de Théophraste, que celui-ci avait « un chœur plus nombreux que le sien, mais moins harmonieux ».

## Personnalité de Théophraste
Théophraste louait l’hospitalité ; Hermippe de Smyrne dit de lui qu'il se frottait d'huile et s'exerçait avant de donner cours, que lorsqu'il s'était assis et avait commencé à parler, il adaptait à ses discours tous ses mouvements, tous ses gestes,.

### Végétarisme
Théophraste était probablement végétarien, ce qui de sa part procède de la pitié et d'une recherche de justice. Selon Théophraste, si une oïkéiosis nous unit aux autres hommes, nous pensons qu'il faut punir, voire éliminer, tous ceux que leur nature particulière pousse à nuire à ceux qu'ils rencontrent ; pareillement nous pensons avoir le droit de supprimer, parmi les animaux privés de raison, ceux qui nous semblent être par nature injustes et malfaisants car poussés par leur nature à nuire aux autres. Théophraste relève également que certains animaux ne commettent pas d’injustices, car leur nature ne les pousse pas à nuire, et ceux-là, il juge injuste de les éliminer et de les tuer, tout comme il est injuste de tuer des hommes qui ne nuisent pas aux autres. Cela semble révéler qu’il n’y a pas qu'une forme de droit entre nous et les autres animaux[pas clair], puisque parmi ces derniers les uns sont nuisibles et malfaisants par nature, et les autres non — tout comme parmi les hommes.

### Accusations
Il fut accusé d’impiété par le politicien Agnonidès, membre du parti anti-macédonien et sycophante, puis par Sophocle qui lui reprocha d'avoir déclaré que « la vie est gouvernée par la fortune, non la sagesse » ; mais le peuple d'Athènes estimait tellement Théophraste qu'il se retourna contre son accusateur. Devant l'Aréopage, il ne parvint pourtant pas à se défendre et demeura coi : d’après Claude Élien, l'assemblée semblait lui être favorable, mais Théophraste expliqua que l'auguste assemblée devant laquelle il se trouvait le troublait; à quoi Démocharès lui rétorqua : « Théophraste, cette assemblée est composée d’Athéniens, non des douze grands dieux ». Dans son Éloge de la Folie, Érasme évoque ce silence dans des circonstances aussi favorables.

### Sur la fortune
Dans son Callisthène, Théophraste parle de la fortune, faisant référence au principe métaphysique de la tyché, nécessité transcendantale qui oriente les évènements dans le sens d’une finalité prédéterminée. Pour lui, la fortune est aveugle, incroyablement prompte à nous ôter le fruit de notre peine et à bouleverser ce qui nous semble être la prospérité.

## Rhétorique et théorie littéraire
Théophraste a traité de rhétorique dans Préceptes de rhétorique, Des enthymèmes, Des exemples, Sur les preuves non techniques et Sur l’action oratoire. Il a par ailleurs rédigé un traité Sur la Diction (en grec ancien, Περὶ λέξεως). Pour lui, l'art oratoire est l'élément le plus important dont dispose un orateur pour persuader, et il rattache cette action oratoire aux premiers principes et mouvements de l'âme ainsi qu'à la connaissance qu'on peut en avoir, de manière que le mouvement du corps et l'intonation de la voix soient en accord avec la science tout entière.
La relation aux choses sera au premier chef affaire du philosophe, qui dénoncera le faux et manifestera le vrai. Théophraste affirme qu’un discours privé de nombre roulerait indéfiniment comme un fleuve, et n’aurait pour le repos que des règles arbitraires, telles que la durée de la respiration ou les marques faites par un copiste.
En logique (car la rhétorique est liée à elle), Théophraste, avec Eudème de Rhodes, a montré qu’une proposition négative universelle pouvait être convertie en ses propres termes ; la proposition négative universelle est appelée proposition universelle privative, et les deux philosophes font la démonstration suivante : supposons que A ne soit à aucun B ; s’il n’est à aucun B, il est séparé de lui, donc B est aussi séparé de tout A : par conséquent, B n’est à aucun A. Théophraste dit aussi que la proposition affirmative probable peut être convertie de la même façon que toutes les autres propositions affirmatives. Théophraste et Eudème de Rhodes relèvent que la proposition universelle affirmative elle-même peut être convertie, comme on convertirait la proposition universelle affirmative et nécessaire.
Dans le Livre premier de ses Premières Analytiques, Théophraste écrit que la mineure d’un syllogisme est établie soit par une induction, soit par une hypothèse, soit par une évidence, soit par des syllogismes. Aristote distinguait quatre espèces de propositions, universelles affirmatives et universelles négatives, particulières affirmatives et particulières négatives. Les propositions singulières rentrent dans les universelles, sont celles où le sujet est un individu. Théophraste appelait les propositions universelles, propositions indéterminées, et les propositions particulières, propositions déterminées.
Si l'on revient à la rhétorique, on peut dire que Théophraste transmettait des préceptes précis. Il rejetait l’usage de la prémisse particulière et rhétorique lors des démonstrations scientifiques et rejetait l’énoncé qui ne comporte pas de démonstration, non seulement ferme et scientifique, mais qui ne va pas plus loin que la probabilité rhétorique et sophistique. La relation aux auditeurs intéresse la poétique et la rhétorique, dont la tâche est de choisir les mots les plus nobles, et non les mots communs ou vulgaires, puis de les assembler harmonieusement. Ainsi, grâce à eux et à leurs qualités intrinsèques (clarté, saveur et d'autres catégories du style, mais aussi ampleur, concision, tout cela employé à propos) les mots pourront plaire à l’auditeur, l’étonner, capter son attention, et il sera alors à se laisser persuader.
Théophraste, dans son Sur la Diction, comprenait une doctrine des qualités de style et une doctrine des genres. Il relève quatre qualités dans le style : la correction (ἑλληνισμός) ; la clarté (σαφήνεια) ; la convenance (πιθανότης) ; et l'ornementation (κόσμος / kósmos, « ornement, monde ordonné » en grec ancien).
Dans le Traité de la Diction, cette notion de κόσμος est synthétique et correspond à un idéal qui est personnel à Théophraste, voisin de celui du discours épidictique ; elle associait l’harmonieux et l’agréable (ήδύ) et la noblesse (μεγαλοπρεπές). Le thème de l’ouvrage Sur la Diction est le style : le terme présent dans l’intitulé, λέξις, désigne chez Platon le sens du discours théorique, opposé au style concret (πράξιν). Selon Cicéron, il s’opposait aux sophistes, et — toujours selon Cicéron — voyait trois éléments contribuant à la grandeur, à la pompe et à l’éclat du style : le choix des mots, l’harmonie qu’ils produisent et les tournures qui renferment les pensées.
À cela, Théophraste ajoute encore un éclat doux et continu[Quoi ?] ; il insiste davantage sur la nécessité du rythme. Il excuse l'emploi de figures de style de l'art oratoire lorsqu'elles servent à adoucir les hardiesses. L’école de Socrate avait adopté une manière d’argumenter qui procède par induction ; Théophraste donnait la préférence à l’épichérème ; il a également utilisé la périphrase, une des règles de bienséance de l’enthymème. Dans son ouvrage De la nature des dieux, Cicéron qualifie d’attique le style de Théophraste, et Aristote fait référence à Théophraste dans ses Leçons sur la politique, dans le genre de Théophraste. En métrique, Aristote et Théophraste s’accordent sur le péan, expliquant que les syllabes longues conviennent mieux à une fin de période. Selon Aristote et Théophraste, le discours ne doit pas couler sans cesse, et il faut le contenir et le régler, non sur la durée de la respiration, ni sur la ponctuation du copiste, mais sur les lois du nombre : c'est aussi parce qu’un style périodique et bien lié a beaucoup plus de force qu’un style décousu. La fonction du discours est double, comme l’a défini Théophraste : d’un côté elle est en relation avec les auditeurs à qui on fait connaître quelque chose, d’un autre elle a une relation aux choses dont le locuteur se propose de persuader les auditeurs, celle qui regarde les auditeurs pour qui elle prend sens et celle qui regarde la matière exposée par l’orateur une fois qu’il a exhorté ses auditeurs ; c’est de la fonction qui regarde les auditeurs que relèvent la poétique et la rhétorique. Théophraste n’exprime pas d’opinion de rencontre, fait l’application d’une doctrine suivie et cohérente ; le principe de Théophraste est que la casuistique est toute l’harmonie d’une prose élégante et soignée. Selon Théophraste, une opinion est une déclaration concernant ce qu’il faut faire. Les opinions peuvent être paradoxales, consensuelles ou douteuses. Entre autres concepts, l'ὑπόκρισις, la « déclamation ou débit théâtral » est un abus de gestes quand on prononce un discours.

### Théorie littéraire
Denys d’Halicarnasse dans son traité Sur la force du style de Démosthène (en grec ancien (Περὶ τῆς λεκτικῆς Δημοσθένους δεινότητος), écrit que la façon d’écrire de l’orateur Démosthène - enveloppant les pensées et les exprimant d’une manière concise, tout à fait appropriée et nécessaire aux débats judiciaires ainsi qu’à tout discours visant la vérité - est inspirée de celle de Thrasymaque de Chalcédoine, selon Théophraste.
Théophraste compte trois sortes d’antithèses :
- l’on oppose à la même chose des choses contraires ;
- l’on oppose les mêmes choses à une chose contraire ;
- l’on oppose des choses contraires à d’autres qui le sont aussi : car ce sont les divers rapports qui peuvent se présenter. L’opposition des mots à peu près synonymes est un jeu puéril, qui ne doit point trouver place dans un sujet grave. Quand il faut s’occuper des choses, il y a de l’inconvenance à jouer sur les mots et à détruire les vives émotions par les paroles ; c’est refroidir l’auditeur.

### Dialectique
Théophraste dit qu’un lieu diffère d’un précepte ; un précepte est quelque chose de plus simple, de plus commun et de plus général, à partir duquel on tire le lieu. Car le précepte est la source du lieu comme le lieu est le principe du raisonnement. Ce qui est dit relatif est relatif à ce qui le contient. Selon lui, ce dont quelque chose est la partie appartient à ce dernier, comme la proportion, l’aspect, la structure. Par contre, la mémoire, le sommeil, l’entendement n’appartiennent pas aux non-animés, pas plus que le mouvement de l’un n’appartient à l’autre. C’est pourquoi ces éléments doivent être définis relativement à chaque chose.
On ne peut concevoir les théories d’un philosophe, a fortiori un péripatéticien, qui décrit les détails de la définition après celle-ci, à l’instar de Phanias, sans en donner quelques exemples contraires. Aristote envisage ainsi le lieu comme « première limite de l’enveloppant ». À cela, Théophraste oppose que le corps est dans une surface, que le lieu est en mouvement ; les fixes, dont dépend la nature du lieu, ne seront pas en un lieu, et donc aucun corps ne se trouvera en un lieu ; si les sphères sont rassemblées, le ciel tout en entier ne se trouvera en un lieu non plus ; et même si les choses qui se trouvent en un lieu ne se déplacent pas, elles ne seront plus dans le même lieu si ce qui les enveloppe leur est supprimé.
Des Topiques, Aristote établit quatre classes de problèmes :
- le facteur, la condition (ὁρός) ;
- le genre (γένος) ;
- l’accident (συμβεβηκός) ;
- le propre (πρὸς ἰδιόν).

Théophraste les réduit à deux, dans lesquelles il inclut le genre et le propre :
- le facteur, la condition ;
- l’accident[51],[52].

Selon Théophraste, la raillerie est « le reproche d’une faute commise, reproche présenté d’une manière figurée : ce qui fait que de lui-même l’auditeur supplée, par ses conjectures, à ce qui manque, comme s’il le savait et y ajoutait foi. » Il est important de différencier raillerie et ironie socratique (εἰρωνεία) : Théophraste y fait clairement référence dans le traité Les Caractères en la différenciant de la raillerie, τὸ σκῶμμα, par sa définition.

### Poésie
Théophraste fit des recherches sur les rythmes de la prose ; il conseille la lecture des poètes, parce qu’elle rend de grands services à l’orateur. Pour Théophraste, l’harmonie d’une prose élégante et soignée doit avoir de la liberté et de l’abandon. Selon lui, ce fut des mesures qui composent le vers héroïque que se forma l’anapeste, qui a plus d’étendue, et qui donna naissance au dithyrambe, ce genre si libre et si riche, dont les débris se retrouvent dans toute composition oratoire abondante et harmonieuse. Par ailleurs, il a confirmé les propos d’Aristophane qui insinue à de nombreuses reprises dans ses pièces qu’Euripide est de basse extraction.

## Logique
À l’instar de son contemporain et condisciple Eudème de Rhodes, Théophraste a étudié la relation entre les mécanismes du syllogisme, plutôt que la relation des concepts qui les composent.  L'un de ses objectifs fut de travailler l’argumentation en faveur de parties opposées au moyen d’opinions communes. Les opinions peuvent être paradoxales, consensuelles ou douteuses. Posant comme problèmes généraux la différence et l’identité, il subordonne les problèmes des identités aux problèmes généraux, tout comme ceux des différences.  Toutes choses en effet sont connues soit de façon générale, soit de façon particulière : Théophraste en fait mention dans son livre Des Moyens de savoir, comme lorsqu’il s’agit de concevoir que dans tout triangle, les trois angles sont égaux à deux angles droits. Théophraste a aussi fait ainsi mention de l’indéfini dans son livre Sur l’Affirmation : il appelle « indéfinie » la chose qui relève d’un genre et celle qui est autre ; la chose qui relève d’un genre parce qu’elle est vraie si l’ensemble l’est ou si une partie l’est, l’autre non ; l’élément autre parce que celui-ci est pareillement vrai si l’une et l’autre le sont et que lui seul est autre. Il appelle « définie » la voie qui conduit aux choses particulières, « indéfinie » celle qui conduit aux parties. Il oppose d’autre part à celle qui est simplement générale celle qui concerne les choses particulières, et à celle qui est générale en tant que générale celle qui concerne les parties.

### La nature du lieu
Selon Théophraste, les lieux communs ne sont que des lois formelles composées uniquement de constantes logiques. Platon définit le lieu comme une « puissance qui rassemble les corps » ; Théophraste a critiqué le concept platonicien de la nature du lieu, expliqué et commenté les apories du concept, qui identifiait le concept de lieu et d’Infini avec celui du Grand et du Petit, respectivement. Les lieux sont des principes de la dialectique, et Théophraste leur donne le nom d’axiomes du raisonnement probable, mot qui définit le principe, vérités abstraites qui s’appliquent à tout. Théophraste dit qu’un lieu diffère d’un précepte ; définissant le précepte comme « proposition plus commune, quelque chose de plus simple, plus universelle et plus simplement exprimée d’où on tire le lieu », il le distingue du lieu dans son sens propre. Le précepte est l’origine du lieu, comme le lieu est le principe du raisonnement. Théophraste dit notamment que les notions platoniciennes de Lieu et d’Infini dérivent seulement du principe matériel. C’est l’ensemble des notions sur la nature du lieu qui constitue l’espace ; le lieu est déterminé, défini, dans son acception générale, sa compréhension, et indéterminé, indéfini, quant à ses applications, aux singuliers qu'il contient. Selon Théophraste, l’espace est le simple arrangement de la position des corps, et le lieu un « principe universel ou élément d’où nous tirons les principes particuliers de chacun de nos raisonnements ». Théophraste définit le lieu comme étant un principe ou un élément d’où nous tirons les principes qui se rapportent à chaque chose. Le lieu est déterminé dans son acception générale – car soit il comprend les choses communes et générales qui sont la caractéristique des syllogismes, soit ces mêmes choses peuvent à partir de ces syllogismes être révélées et appréhendées. Mais le lieu est indéterminé pour ce qui s’applique à chaque chose en particulier car, à partir de là, il est possible de parvenir à un axiome du raisonnement probable relatif à ce qu’on se propose de rechercher ; c’est ce qui définit le principe. Car le précepte est la source du lieu comme le lieu est le principe du raisonnement.

### Les modes concluants
Sachant qu’il existe quatre classes de propositions (A, E, I et O) et qu’un syllogisme se compose de trois propositions, et que le moyen terme dessine quatre figures, il existe donc 43 × 4 = 256 modes. De ces 256, seuls 24 sont valides — six par figure — ils sont alors dits « concluants », mais seuls dix-neuf sont en général retenus, et ceci depuis Théophraste.

## Philosophie

### Métaphysique
Les historiens ont d’abord attribué ce mot et ce titre au commentateur péripatéticien Andronicos de Rhodes, mais on le trouve dans un fragment de Théophraste sur la philosophie première ; il faut peut-être trouver l’origine du mot chez un disciple immédiat d’Aristote. Diogène Laërce ne mentionne pas La Métaphysique dans son catalogue des ouvrages de Théophraste. Ont été retrouvés neuf fragments autour du thème de la métaphysique : Théophraste élève une objection à la théorie platonicienne du premier moteur, à laquelle adhéraient encore certains aristotéliciens. Le terme de métaphysique n’est jamais employé dans les quatorze livres publiés sous ce titre. Aristote emploie le terme de « philosophie première », science des causes premières, des premiers principes et de la finalité de tout ce-qui-est en tant qu’il est. Théophraste souligne la difficulté de considérer le principe premier comme cause nécessaire pour expliquer le mouvement, rapporté à la nature même du réel. S’il n’existait que le premier moteur, toutes les autres sphères devraient suivre la même voie que celle des étoiles fixes : « En effet, ou bien le moteur est unique, et alors il est étrange que tous les corps n’aient pas le même mouvement ; ou bien le moteur est différent pour chaque corps en mouvement et les principes du mouvement sont multiples, mais alors leur harmonie dans leur marche vers le désir le meilleur (en grec ancien ὄρεξις ἀρίστη) n’apparaît plus du tout. Et la question du nombre des sphères exige une discussion plus complète de son fondement, car l’explication des astronomes n’est pas satisfaisante ».
Théophraste souligne ainsi la difficulté inhérente aux concepts aristotéliciens de désir (ὄρεξις) et de tendance (ἔφεσις) ; il critique également le fait que la terre soit exclue du mouvement circulaire, ce qui, d’après lui, suppose ou bien que la force du premier moteur ne parvient pas jusqu’à elle, ou bien que la terre ne peut se mouvoir de manière circulaire ; dans tous les cas cette question, à son avis, dépasse nos capacités. Théophraste contredit Aristote qui veut que le monde soit animé et attiré vers la perfection ; selon Théophraste, pour qu'il y ait désir, il faut une âme, que l'on ait affaire à des êtres animés, hors Aristote n'a pas donné d'âme au monde. Cet ouvrage fait écho à la nouvelle doctrine examinée par Aristote dans sa vieillesse.
Il paraît vain à Théophraste de vouloir rechercher la raison de toutes choses : l’importance accordée à la finalité et la démarche téléologique lui semblent suspectes. Il reproche précisément à Platon de vouloir trouver la cause de toutes choses, de n’avoir pas déterminé le caractère de l’eau et celui de l’air. Selon Théophraste, le principe est à la fois association et, pour ainsi dire, union intime entre eux des éléments intelligibles et des éléments physiques. « Deux principes étant donnés, leur connaissance est fonction de leur développement. Si en effet le chaud ou le froid deviennent plus importants, l’idée qu’on en aura sera différente » (Δυοῖν ὄντοιν στοιχείοιν, κατὰ τὸ ὑπέρβαλλόν ἐστιν ἡ γνῶσις. Ἐὰν γὰρ ὑπεραίρῃ τὸ θερμὸν ἢ τὸ ψυχρὸν ἄλλην γίνεσθαι τὴν διανοίαν). Théophraste mentionne cela dans son livre Des Moyens de savoir, par exemple quand il s’agit de concevoir que dans tout triangle, les trois angles sont égaux à deux angles droits. Toutes choses en effet sont connues soit de façon générale, soit de façon particulière. D’après Plotin dans les Ennéades, l’intelligence en puissance contemple les formes selon Théophraste et « la science achève la nature de l’intellect ».

### Éthique
En matière d’éthique, Théophraste met l’amitié, même si elle est rare, au-dessus de tout sentiment de charité[Quoi ?] . Quand elle naît, il faut avoir confiance ; avant qu’elle naisse, il faut être sur ses gardes. L’amour est la passion des âmes désœuvrées, une maladie de l’âme oisive, l’excès d’un désir déraisonnable qui connaît une apparition rapide, mais une guérison lente. D’après son ouvrage Sur les Passions, il n'y a pas une différence de degré entre rancœur, ressentiment et colère diffèrent mais d'espèce. Selon Théophraste, on doit accepter un léger déshonneur si la vie ou la réputation d’un ami en dépend, et il ne faut pas attendre d’avoir donné de l’affection pour se faire juge, et retirer cette affection une fois que l’on a jugé ; il est permis de se départir légèrement de la justice en faveur de l'amitié. Théophraste a écrit que « l’erreur est dans l’action et non dans le jugement », et considère désireux de nuire, comme « pervers » tel qui pense lors d'un litige « que ce n'est pas l'homme, mais l'affaire qu'il faut juger ».
Le bonheur dépend d’influences externes et de la vertu. Pour lui, sans la vertu, les biens extérieurs n’ont aucune valeur ; mais il se montrait peu rigide et permettait à l’homme de s’écarter des règles morales pour acquérir un grand bien ou pour lui éviter un grand mal. Si, comme l’écrit Platon, entre amis tout est commun, il faut que nous soient communs les amis de nos amis. D’après Théophraste, Platon tend à identifier l’Idée du Bien avec le dieu suprême. Le bien est la valeur normative de la morale, avec comme opposé le mal. Théophraste, d’après Eusèbe de Césarée, très critique envers les sacrifices comme étant des souffrances affligées à des êtres vivants, cite les trois raisons d’offrir un sacrifice aux dieux : « rendre hommage, remercier pour un bienfait, obtenir une faveur ». Puisqu’il soutenait contre Aristote que les animaux sont capables de raisonnement, il les considérait comme supérieurs aux plantes, et selon lui il n’était donc pas éthique de manger de la viande ; selon Élisabeth de Fontenay, l’abstinence de Théophraste procède de la pitié et de la justice. Selon l’avis de Théophraste, il ne faut sacrifier que ce sur quoi les théologiens sont d’accord, moins nous aurons de soin de nous dégager de nos passions, plus nous dépendrons des mauvaises puissances, et plus il sera nécessaire de leur sacrifier pour les apaiser ; on sacrifie aux dieux avec l’intention de leur prouver le respect que l’on a envers eux, ou pour leur exprimer sa reconnaissance, ou enfin dans le but d’obtenir d’eux les biens dont on a besoin.
Théophraste rejeta avec vigueur les correspondances entre plantes et animaux qu’avait établies Aristote, soulignant qu’enlever aux animaux la raison ou l’entendement signifie les priver des sens, ce qui semble ridicule, puisque cela revient à les priver de la sensibilité, qui les définit. Les animaux, d’après Théophraste, peuvent raisonner, sentir et ressentir de la même manière que les êtres humains,. Théophraste présente l’orphisme de façon critique : les adeptes de l’orphisme, disciples initiés, sont montrés comme des gyrovagues vendant des purifications à un public crédule et avide de garanties spirituelles à bon compte, des individus qui vivant éloignés des cités, sont considérés comme des purificateurs.

## Histoire

### Origine des sacrifices
Théophraste a traité des sacrifices de chaque pays et fait voir que dans les temps anciens on offrait aux dieux que des fruits et des plantes. Il explique l'histoire des libations, notant que les plus anciennes n'étaient que de l'eau : ce liquide fut le premier dans la liturgie sacrificielle, suivi bientôt par des céréales et graines sacrificielles. Par après, on offrit du miel, puis de l'huile, et en dernier lieu du vin. Théophraste pense que le cannibalisme et le sacrifice humain apparurent avec le nomadisme. Il affirme également que l'eusébie (piété) ne consiste pas à offrir de somptueux sacrifices mais à témoigner à la divinité le respect qui lui est dû.

### Le judaïsme
Théophraste a voulu montrer que les juifs recevaient des instructions et des révélations divines ; il leur attribuait des coutumes d'immolation des victimes qui leur étaient étrangers. Aristote et Théophraste partagent un philosémitisme reconnu, une ouverture aux étrangers rare chez les Grecs : « Théophraste parle des Juifs […] comme des philosophes par naissance, en trouvant dans la loi juive une sorte de correspondance aux Lois de Platon » (Livre XII),. Porphyre de Tyr relève que

« Les Juifs qui habitent en Syrie immolent encore aujourd'hui, dit Théophraste dans son Traité de l'Abstinence, de la même manière que cela a été pratiqué dès le principe. Si on nous enjoignait de nous conformer à leur rite, nous renoncerions à l’usage des sacrifices ; car sans se nourrir des viandes immolées, ils passent la nuit entière à les consumer complètement, en faisant d’abondantes libations de miel et de vin sur les victimes, ayant soin de les réduire en cendres au plus vite, pour que l'astre qui voit tout, ne découvre rien de cette férocité. Les jours qui précèdent et suivent cet acte religieux, sont consacrés par le jeûne et pendant tout ce temps ce peuple éminemment philosophe n'a pas d'autre entretien que sur le dieu. Pendant la nuit ils observent les astres, et à force de les étudier ils entendent des voix divines. Ce sont eux qui, les premiers, forcés par la nécessité et non pour satisfaire leurs passions, se sont immolés eux-mêmes avant d'immoler d'autres animaux »

En l'occurrence, il se trompe quant à la relation des juifs aux sacrifices humains et aux observations astrales.

### Idées diverses
Théophraste note que les puits furent découverts par Danaos, venu d'Égypte dans cette partie de la Grèce qui s'appelait auparavant « Argos sans Eau ». Quant aux carrières, c'est Cadmos, qui les découvrit, à Thèbes ou, d’après Théophraste, en Phénicie ; les tours ont été inventées par les Cyclopes d'après Aristote, par les Tirynthiens d'après Théophraste.
Il pense que c’est sous l’impulsion d’Hérodote et Thucydide que l’on s’est mis à écrire l’histoire dans un style plus élégant,. Par ailleurs, on doit à Théophraste la première histoire de la philosophie.
Timée de Tauroménion reproche à Aristote et Théophraste d'avoir donné une présentation erronée des lois et des coutumes des deux nations locriennes,.
Théophraste contredit Héraclide du Pont au sujet de la loi de Dracon qui condamnait à mort toute personne déclarée oisive : le premier dit que c'est une loi de Solon, et que Pisistrate l'a imitée et généralisée ; le second prétend que c'est une loi de Solon qui avait déjà été appliquée.

## Musique
Si la tradition veut que c'est la déesse Rhéa qui a inventé la danse, Théophraste affirme que c’est Andrôn de Catane qui le premier s’avisa d'accompagner les sons de sa flûte de mouvements de son corps qui marquaient une espèce de cadence,. D'autre part, dans son traité De l’Enthousiasme, Théophraste dit « que la musique peut guérir des maladies ; la sciatique, si l’on joue sur le mode phrygien pour enchanter le mal, et que pendant ce temps-là les malades ne sentent plus leur douleur. Ce mode a eu ce nom des Phrygiens qui l’ont inventé et l’ont mis les premiers en usage ».
Concernant la nature du son musical, il pense que la différence entre graves et aigus consiste dans la qualité et non dans la quantité ; cette qualité ne peut être appréciée en nombre. Il établit par ailleurs que les trois sources de la musique sont la douleur, le plaisir, et l’inspiration divine, et que chacune de ces trois causes modifie la voix et la fait dévier de ses inflexions habituelles.

## Législation
Théophraste a traité à plusieurs reprises des lois et de législation. Selon lui, les affaires ne se font pas en vue des lois ; il insiste sur la nécessité pour les parties d’opérer en pleine possession de leur raison ; ce sont au contraire les lois qui se font en vue des affaires. Il critique de la même façon ceux qui aiment le pouvoir pour la puissance et la richesse qui lui sont attachées, et ceux qui entendent juger les accusés selon l’affaire qui les implique et non la personne qu’ils sont. Dans son Traité des lois, Théophraste dit qu’il y a à Athènes deux sortes d'autels de justice : les autels de la « Vengeance » et ceux de l’« Injure », qui sont en fait des pierres sans taille faisant office de tribunes devant l’Aréopage. L’autel du poursuivant s’appelait la « pierre de l’anédie » (en grec ancien ἀναιδεία), c’est-à-dire celle de la vengeance inflexible, qui refuse de recevoir le prix du sang (en grec ancien αἰδεῖσθαι). Celle de l’accusé s’appelait la « pierre de l’hybris » (hybris, en grec ancien ὕβρις) c'est-à-dire de l’orgueil qui pousse au crime. Platon, Aristote, Théophraste et Démétrios de Phalère, auteur d’un Traité sur la législation athénienne, ont tous traité de législation. Stobée rapporte une loi de Thourioï sur l’ingérence du voisinage lors d’aliénation foncière et une autre d’Enos sur les droits du propriétaire issues du Traité des lois.
À Thourioï, lors de contrat d’aliénation foncière, le vendeur et l’acheteur sont obligés de donner à trois des plus proches voisins une petite pièce de monnaie en mémoire et témoignage du contrat. Les trois voisins sont légalement responsables s’ils refusent de recevoir une pièce de monnaie d’un contrat auquel ils sont personnellement étrangers, s’ils le reçoivent deux fois du même vendeur, et s’ils refusent d’attester le droit de l’acheteur après l’avoir reçue.
À Enos, celui qui devient propriétaire d’une maison doit sacrifier sur l’autel d’Apollon du quartier ; celui qui achète un fonds de terre doit sacrifier dans le quartier où il a son domicile et jurer devant le magistrat chargé de l’inscription et trois habitants du quartier, qu’il a acheté loyalement. Le vendeur doit également jurer qu’il vend sans dol. À défaut de ces formalités, le magistrat refuse l’inscription.

## Sciences

### Météorologie
En 300 av. J.-C., Théophraste publie Des Signes du temps (du grec σημεῖον, séméion, « signe [précurseur], marque distinctive »), premier ouvrage de prévisions météorologiques en Europe, dans lequel il parle entre autres de Cléostrate de Ténédos : Au sujet de la qualité de l’air et de l’atmosphère sur les hauteurs : c’est pourquoi quelques bons astronomes s’établirent dans certains lieux, tels Matricétas de Méthymne sur le Lépétymnos, montagne de l’île de Lesbos, Cléostrate de Ténédos sur l’Ida, et Phaénos d’Athènes sur le Lycabette, ; voit les météores comme des signes de vent, et dans son traité Sur le feu, pense que c'est le choc des nuages contre les montagnes qui génère la pluie[réf. nécessaire].

### Cosmologie
Dans ses Académiques, Cicéron écrit d’après Théophraste que c’est l’astronome Hicétas qui a découvert le mouvement de rotation de la Terre sur son axe : il soutint que la voûte céleste est fixe, et que seule la Terre est en mouvement et tourne autour de son axe ; ce mouvement explique selon lui l’illusion du mouvement de tous les astres. Théophraste nomme « causes premières » les astres et les signes célestes. Il ne prend pas l’astrologie au sérieux, et dénonce l’art de prévisions sur la vie et la mort d’autrui. Cicéron, qui pourtant loue souvent Théophraste et le surnomme « le plus élégant et le plus instruit de tous les philosophes » au Livre V de ses Tusculanes, considère qu'il est d’une inconséquence insupportable lorsque tantôt il attribue à l’intelligence le premier rang parmi les êtres divins, tantôt c’est le ciel qui est la divinité suprême, puis les constellations en zodiaque et les astres.
Il regarde la Voie lactée comme le point de suture des deux hémisphères qui réunit et forme la sphère céleste ; là où les hémisphères se rejoignent, elle est plus brillante qu'ailleurs.
Théophraste accorde parfois le caractère divin au système astronomique et aux cieux, ainsi qu'à l’intelligence[réf. nécessaire].

### Chimie
Dans son traité Du Feu (en grec ancien Περὶ πυρός), en partie conservé, Théophraste indique que le feu est le plus subtil des corps premiers « et qu'il possède une puissance spécifique », en effet il s'engendre parfois par force, se détruit lui même, et surtout, contrairement aux autres corps élémentaires, il nécessite un « substrat ou nourriture » pour exister et croître. Il écrit qu’« qu'il n'est pas irrationnel de croire que la flamme est entretenue par un souffle ou un corps aériforme ». Il s'interroge ensuite sur le feu spécifique du Soleil, qui serait une sorte de chaleur pure de la première sphère[réf. incomplète].
Son traité renferme aussi des discussions sur le froid et l'humidité, sur la chaleur et la sécheresse, empruntées la plupart à la doctrine d'Aristote[source insuffisante].
Théophraste parle de spécificités des établissements de bains au IVe siècle av. J.-C. : les βαλανεῖα semblent plus chauds au nord qu’au sud, en hiver qu’en été. Selon le chimiste allemand Lippmann, le médecin et mathématicien grec du Ve siècle av. J.-C. Hippocrate de Chios et Théophraste sont les premiers à décrire la technique du bain-marie.
Dans son Traité des eaux, Théophraste étudie les eaux du Nil, qu’il dit très douces et très utiles à la génération, mais qui lâchent le ventre, parce qu’elles sont imprégnées de nitre.

### Physique
Des fragments de Théophraste sont conservés chez Simplicios de Cilicie, dans son ouvrage Physique. Le Destin est la propre nature de chaque homme et de chaque chose, la cause de tout ce qui arrive naturellement : le système physique de l'univers. Théophraste affirme contre Platon que l’univers est engendré et exprime ainsi des objections, mais il laisse entendre parallèlement que c’est peut-être par évidence qu’il pose comme principe qu’il est engendré.

#### La nature du mouvement
Selon Théophraste, le temps est un accident du mouvement, lui-même est une conséquence nécessaire de toute activité ; il semble douter que tout changement se produit dans le temps. Là où Aristote place le mouvement, il dit que ce qui est mû a primordialement fini de changer, parce qu’un premier changement a été effectué et accompli, niant le principe temporel comme faisant partie du mouvement. Théophraste souligne qu’il y a là un paradoxe : si le début est divisible à l’infini, et la fin indivisible, il faut les distinguer comme parties du mouvement, et comme instantanés. Platon avait défini le temps comme « mouvement du soleil, sa course ». Selon le platonicien Hestiée de Périnthe, le temps est « le mouvement des astres les uns par rapport aux autres ».
Platon, parlant de la quantité du mouvement, a posé comme principe que le temps est inséparable du mouvement ; Théophraste, au contraire, dit qu’il ne lui est pas nécessairement attaché. La réalité qui a une nature de forme comprend qu’il y a une certaine position et un certain ordre par rapport à la totalité de la substance. Le mouvement appartient à l’essence de la chose, à tous les degrés ontologiques. Théophraste dit dans son traité Des Vertiges que les choses faites pour être remuées gardent leur cohésion du fait de leur mouvement même. Théophraste pense que Platon affirme que c’est le temps qui anime et fait tourner l’univers.

### Minéralogie
Fondateur de la minéralogie, Théophraste est l’auteur du traité Sur les Pierres, qui a jeté les bases de la classification scientifique des pierres, leur origine, propriétés physiques, magiques et pouvoir curatif. Il établit pour les pierres une classification en trois classes minérales : les terres, roches et métaux. Cependant, fidèle à la vision physique antique des quatre éléments (terre, eau, air, feu), il établit ensuite une subdivision en deux sous-groupes des pierres selon l'élément prépondérant, terre et eau, prépondérant en chacune d'elles. Il pense que dans les métaux l'élément liquide est principal, à l'inverse des roches qui ont comme élément prépondérant la terre. Puis, il essaye de différencier chaque type de roches selon des propriétés spécifiques telles que la couleur, la dureté, le poids et la résistance à un agent extérieur (le feu, le choc…).
La fin de son traité consiste en de multiples informations sur la provenance et la qualité des roches, ainsi que la description de leur extraction (le lignite, par exemple) et leur usage artisanal. Ainsi, il précise qu’on se sert du fer pour tailler et polir les pierres précieuses. Il distingue l’azur naturel de l’azur artificiel, qui se fabrique particulièrement en Égypte[réf. nécessaire].

### Botanique

Historia plantarum, 1549.

La spécialité de Théophraste était l’étude des sciences naturelles et plus particulièrement celle des plantes. Il est même le fondateur de la botanique en tant qu'étude des plantes en elles-mêmes et non pour leur utilité. Il est aussi à l’origine de la différenciation théorique entre le règne animal et le règne végétal, distinction qui permit la naissance d’une véritable nouvelle discipline à part entière, possédant ses propres méthode et vocabulaire : la botanique.
On lui doit en particulier deux ouvrages, l'Histoire des plantes et Des causes des plantes, qui traitent de la morphologie et de la classification des végétaux. Une part importante de ces livres est consacrée à un inventaire raisonné des plantes, et à la présentation d'informations concernant l’influence du milieu sur leur développement, sur leur mode de reproduction et sur leur utilité.
Un grand nombre d’observations personnelles ou vérifiées par la suite impliquent l’emploi d'une même méthode. Par exemple, Théophraste distingue les plantes d’après leurs parties, leurs accidents, leur naissance, leurs manières de vivre, leurs usages. Dans Histoire des plantes et Causes des plantes, on trouve les prémices de la description du système sexuel, il explique les différences d’après les principes d’Aristote: dans les deux ouvrages, on trouve l’affirmation, implicite et explicite, que la nature est soumise à des lois régulières.
Théophraste a créé un vocabulaire spécifique qui permet de décrire les différentes parties d’une plante. Il ajoute ses observations personnelles aux connaissances des auteurs plus anciens et contemporains. Il évoque aussi des espèces étrangères, importées après les conquêtes d’Alexandre le Grand ou qu’il a reçues d’Égypte, et qu'il les classe en quatre groupes : les arbres (« dendron ») ; les arbustes (« thamnos ») ; les sous-arbrisseaux (« phruganon ») ; les herbes (« poa » c’est-à-dire les végétaux non-ligneux).
Conscient de l’aspect arbitraire de ce système et convenant qu’une plante pouvait appartenir à plusieurs groupes, Théophraste se fonde sur le fait que les plantes ont une croissance indéterminée pour établir leur singularité.
Il tente d'élucider la nature matérielle des plantes selon la théorie des quatre éléments connus dans la physique antique et illustré par Empédocle, en indiquant que notamment que le bois se compose de terre et d'air, raison pour laquelle le bois est combustible et non liquéfiable. Ces phénomènes se rattachent aux effets des causes contraires, car tout corps que le froid et le sec coagule est nécessairement liquéfié par le chaud et l'humide
Dans le règne végétal, Théophraste reconnaît le rôle du sexe dans la reproduction de certaines plantes supérieures, une découverte qui a été perdue dans les époques postérieures,. Ainsi c'est sans doute Théophraste qui, le premier, distingue les angiospermes des gymnospermes (plantes à graines et fleurs). Au livre VI d’Histoires des plantes, il signale la floraison précoce de l’anémone dite « des prairies », ainsi que du glaïeul. En revanche, il mentionne une fécondation possible de manière artificielle des palmiers, qui remonte à la plus haute Antiquité.

#### Exemples d'informations et indication d'espèces botaniques
Théophraste classe les champignons en quatre grands types : les champignons poussant sous terre appelés « hydnon » (comme les truffes); ceux en forme de coupe, comme les pézizes; de forme arrondie, comme les vesses-de loup ; et les champignons qu'il appelle « mykès », catégorie qui englobe tous les champignons à chapeau et à pied .
On lui doit aussi :
- la racine du nom en grec de la plaquemine[123],[124] et la famille de ce fruit vient de Théophraste ;
- Théophraste, en parlant du séneçon commun, remarque que l’erigeron fleurit presque toute l'année et que c'est une plante potagère peu estimée[125] ;
- le premier dans l’Histoire, il décline les quatre sortes de laitue cultivée ;
- il décrit des arbustes épineux que l'on pense être des lyciums ;
- Théophraste rapporte que les hêtres, dont les troncs mesuraient une trentaine de mètres, constituaient à eux seuls la quille d'un navire tyrrhénien ;
- dans ses Recherches sur les plantes, Théophraste dénomme Strychnos manicos une plante qui pourrait bien être le datura stramoine ou stramoine officinal[N 10] ;
- des pommes : il décrit six variétés, dont la pomme appelée « de Perse ou de Médie » ;
- l’ortie est citée par Théophraste parmi les plantes comestibles après cuisson[126] ;
- des roses : il décrit une variété à nombreux pétales cultivée dans les jardins, forme de rosa canina ;
- Théophraste est le premier à mentionner l'orpiment et la sandaraque ;
- l'épithète spécifique thapsus a été empruntée à Théophraste (en grec ancien θάψος)[127], qui l'employait pour désigner une herbe non spécifiée de la ville grecque antique de Thapsos, près de la Syracuse actuelle en Sicile[128],[127], bien qu'elle soit souvent assimilée à Thapsos, ancienne ville de Tunisie)[129]. Dans le genre Verbascum, l'espèce est classée dans la section Bothrosperma subsect. Fasciculata[130].

#### Informations erronées ou plus ou moins excentriques
À côté de ces observations très pertinentes - connaissant maintenant les composés actifs de la plante - on trouve dans les textes d’autres considérations très déconcertantes pour un homme moderne.
Par exemple, Théophraste rapporte, avec un certain scepticisme, les indications de droguistes et d'arracheurs de racines, selon qui lors de la cueillette de la mandragore, il faut « circonscrire la mandragore par trois fois avec une épée et […] la couper en regardant le couchant », tandis que « le second opérateur danse en rond autour d'elle et prononce le plus possible de paroles érotiques »,.
Il pensait que les truffes étaient des végétaux engendrés par les pluies d'automne accompagnées de coups de tonnerre : réfuté par Amigues.
- Théophraste prend le tubercule pour un fruit[134].
- Théophraste se trompe en pensant qu'une herbacée comme Malva sylvestris se transforme en une plante à haute tige comme Althaea rosea[135].
- La rouille détruit la farine dans le grain, et Théophraste l’a définie comme une pourriture[136],[137].

## Le monde animal
Fidèle aux travaux d'Aristote, il poursuit l'étude du vivant en publiant une série de traités techniques sur les animaux, dont certains fragments subsistent dans des écrits d'auteurs postérieurs[réf. incomplète].
- Sur les animaux qui mordent ou qui frappent
- Sur les animaux marins qui s'attardent hors de l'eau
- Sur les animaux qui changent de couleurs
- Sur les animaux qui hibernent.

Priscien, dans la question IX de son ouvrage, reprend parfois textuellement ou dans l'esprit les éléments concernant les reptiles fournis par Théophraste dans son traité sur les animaux qui mordent.
Une définition, et les actions de ces substances animales étaient détaillées dans ce traité.
Théophraste se demandait si par la morsure le venin injecté était une sorte de substances dite sanie, ou plutôt une sorte de souffle, couplé à un pouvoir spécial.
Dans son traité des animaux qui changent de couleurs il prend comme illustration de son propos le caméléon : « l'animal emprunte toutes les couleurs sauf le blanc et le rouge, et il ne prend pas seulement les couleurs des choses sur lesquelles il se trouve, mais tout seul il change de couleur si quelqu’un le touche ». Théophraste pensait que le phénomène de changement de couleur du caméléon — qu’il appelle métamorphose — vient de ce qu'il a le corps rempli d'air : comme les poumons occupent toute la place ou presque, l'air prédomine et facilite son changement de couleur.

### Biologie
Dans Sur les Sensations, Théophraste affirme que ce qui possède la même température que notre chair ne produit pas de sensations[réf. nécessaire]. Théophraste dit que l'organe sensoriel, pour certains sens en tout cas, semble être du même genre que les sensibles : la langue les saveurs par l'humide, lou'ïe par l'air en mouvement ; il se demande si l'ouïe et le goût sont les deux seuls cas de similaires, ce qu'il en est des autres sens, utilisant le mot « transaudible » pour l'ouïe, et « transodorant » pour nommer le pouvoir commun à l'eau et l'air en tant que transporteurs d'odeurs.

### Théophraste à propos d’Alcméon de Crotone
Selon Théophraste — d’accord avec son maître Aristote — les sens sont l’origine et la source de toute connaissance. Alcméon de Crotone serait le premier à déterminer ce qui différencie les animaux et les hommes : « L’homme est le seul à disposer de la conscience, alors que les autres ont des sensations sans avoir la conscience ». Théophraste est d'accord avec Alcméon de Crotone « Ce qui distingue l’homme des autres animaux, c'est qu’il est le seul à disposer de la conscience, alors que les autres ont des sensations sans avoir la conscience ». Aristote déclarait que les animaux se plaçaient loin en dessous des humains dans la chaîne des êtres, à cause de leur prétendue irrationalité et parce qu'ils n'auraient pas d'intérêt propre. Théophraste exprima son désaccord, se positionnant contre la consommation de viande en alléguant qu'elle privait les animaux de leur vie, et qu'elle était donc injuste. Les animaux, selon Théophraste, peuvent raisonner, sentir, et ressentir de la même manière que les êtres humains ; ils sont dotés de raisonnement. Cet avis ne prévalut pas, et c'est la position d'Aristote — selon laquelle les humains et les non-humains vivaient dans des règnes moraux différents parce que les uns étaient doués de raison et non les autres — qui persista largement jusqu'aux contestations de certains philosophes dans les années 1970. Sur le règne animal, dans son Épitomé zoologique, Aristophane de Byzance commente Théophraste : « Les animaux qui piquent occasionnent une douleur qui n’est pas due à une substance injectée par leur dard mais à la finesse de leur dard ; c’est pourquoi les animaux qui ont des dents très fines produisent eux aussi une douleur particulièrement vive ». Théophraste accorde aux animaux une vie psychologique, et dit des animaux qu’ils ont une pensée inférieure à celle de l’homme. Concernant la théorie de la génération spontanée, Théophraste admet une génération spontanée chez les plantes et une génération normale, par les graines - celles-ci parviennent selon lui plus rapidement à terme.

### Exemples discutés ou erronés de théories scientifiques de Théophraste
(janvier 2020).
- Théophraste dit les scilles maritimes apotropaïques dans Histoire des plantes[148]. Dans Les Caractères, le Superstitieux, caractère XVI[N 11] convoque des prêtresses à qui il demande de le purifier en traçant un cercle autour de lui avec la plante.
- Une bonne odeur est, selon Théophraste, le produit de la coction des humeurs par la chaleur naturelle[149].
- Aulu-Gelle[150] rapporte l’attachement d’un dauphin pour un enfant : « Les dauphins sont voluptueux et enclins à l’amour, ainsi que l'attestent des exemples anciens, et même récents. En effet, sous les premiers Césars, dans la mer de Pouzzoles, selon le récit d’Apion, et plusieurs siècles auparavant, près de Naupacte, comme le rapporte Théophraste, on a vu, de manière à n’en pouvoir douter, plusieurs de ces animaux donnant des marques évidentes de l’amour le plus passionné ».
- On trouve un deuxième extrait de Théophraste chez Aulu-Gelle, dans son ouvrage Nuits attiques[151] : « Chose surprenante qu’on lit dans Théophraste, à l’égard des perdrix. Trait à peu près semblable que Théopompe a laissé, concernant les lièvres. Théophraste, le philosophe par excellence, assure que dans la Paphlagonie, toutes les perdrix ont deux cœurs ; et Théopompe rapporte que, dans la Bisaltie, les lièvres ont deux foies ».

#### Quelques considérations a finalités médicales conservées dans ses œuvres
Les concepts biologiques ou téléologiques, de Aristote et Théophraste, ainsi que l’accent mis par eux sur une série d’axiomes plutôt que sur l'observation empirique, ont eu un impact qu’on ne peut ignorer sur la médecine hippocratique, puis la médecine occidentale.
Théophraste prétend que la digestion se fait plus rapidement sur le côté droit, et plus difficilement sur le dos.
Il connaissait deux espèces de thym, l’un blanc, médicinal et très mellifère, l’autre noir, « qui corrompt l’organisme et suscite la bile ».
Il soutient que le cyclamen peut être utilisé pour stimuler la libido et favoriser la conception. Sa conviction se fonde à partir de la forme de la fleur, qui ressemble à celle de l’utérus.
Il a fait part aussi d'observations légendaires ou farfelues quand il en vient à écrire qu'on peut guérir les morsures de vipère avec les sons de flûte, si le joueur est habile.
Par ailleurs à Thourioï — colonie athénienne en pays sybarite — l'eau du fleuve Crathis blanchit, et celle du Sybaris noircit les bestiaux qui en boivent. Ces eaux opèrent aussi sur les hommes : les eaux du Sybaris rendent les cheveux crépus ; les consommateurs des eaux du Crathis ont, à l’inverse les cheveux pendants.
Théophraste rapporte que les geckos comme les serpents se dépouillent leur vieille peau, des restes animaux qui serait un remède contre l'épilepsie .
- Théophraste rapporte que la racine de mandragore traite les maladies de peau et la goutte, que les feuilles sont efficaces pour soigner les blessures, favoriser la fertilité des femmes[159].
- Théophraste conseille le vinaigre de racine de mandragore comme inducteur du sommeil et signale aussi ses propriétés aphrodisiaques[160].
- Les racines de la vigne sauvage[161] ont un effet échauffant et entrent dans la préparation de cosmétiques[N 12]

Des pivoines : c’est une plante magique, dont la cueillette est entourée de pratiques rituelles, déconcertantes ; ainsi Théophraste écrit-il : « Cette plante, que l'on appelle aussi glukusidê, doit être arrachée la nuit ; si on l'arrache de jour, et que l'on est vu par un pivert en train de cueillir le fruit, on risque de perdre les yeux, et si on coupe la racine, on risque la procidence de l’anus ».

## Doctrine
Selon Théophraste, la beauté des objets célestes a fait naître la philosophie dans l’esprit des hommes. Les vertus et les qualités qui germent et fleurissent chez les jeunes gens se fortifient par les éloges, et vont toujours croissant à mesure que se développe en eux le sens et le courage. Selon Théophraste, Prométhée, homme devenu sage, communiqua le premier aux hommes la philosophie, d’où vint la fable métaphorique qu’il leur avait donné le feu. Théophraste faisait de Prométhée le premier philosophe, ce qui est simplement une application du littéralisme péripatéticien à une remarque de Platon,,. D’après Alcinoos de Smyrne, Théophraste, au Livre VI des Causes des plantes, fait à peu près la même division des saveurs que Platon : la douce, l’acide, l’aigre, l’austère, la salée, l’acre, et l’amère.
Penseur aristotélicien, Théophraste suit la tendance spéculative. Les deux élèves d'Aristote qu'étaient Théophraste et Dicéarque s'opposèrent sur la question de savoir s’il fallait opter pour une vie selon l’intellect ou pour une vie engagée dans la Cité ; Théophraste est adepte de la νοῦς χωριστός d’Aristote, position en faveur de la vie contemplative, s’opposant ainsi à Dicéarque, adepte du βίος πρακτικός. Il enseignait avec un égal succès la rhétorique et la philosophie ; il s’est occupé de grammaire ; en logique, il a commenté presque toutes les parties de l’Organon. En morale, il plaçait la vie spéculative au-dessus de la vie pratique ; l’adversité, les chagrins, les grandes souffrances sont incompatibles avec le bonheur de la vie. Théophraste insistait sur la nécessité de joindre les biens extérieurs à la vertu pour vivre heureux, et maintenait que la vertu mérite d’être recherchée pour elle-même. Théophraste nomme dieu tantôt le ciel, tantôt l'esprit. Tantôt il attribue à l’intelligence le premier rang parmi les êtres divins, tantôt c’est le ciel qui est la divinité suprême, puis les constellations en zodiaque et les astres. Théophraste dit dans son enseignement que les choses qu’enseigne la religion ont été prouvées comme étant fausses non pas dans l’ensemble de l’ouvrage, mais précisément à l’endroit où il a été montré que les dieux ne sauraient être. Ainsi, la position de Théophraste est sceptique, et l’examen débouche sur un aveu d’ignorance concernant tout ce qui dépasse l’évidence immédiate des sens. On retrouve le mépris pour les liturgies entre autres événements religieux chez Socrate, que l’on accuse entre autres d’introduire de nouveaux dieux ; chez Platon, qui traite des idées de son maître dans son Ménexène ; chez Théophraste, qui commente les liturgies et autres événements religieux, et finalement chez Démétrios de Phalère : Scientifique, on peut se poser des questions sur la foi dans l’enseignement de Théophraste, quand on sait que son élève Démétrios de Phalère une fois au pouvoir à Athènes fit abolir les liturgies. Alors qu’il critique par le Caractère de l’Avare le coût des sacrifices, Théophraste caricature les croyances par le Superstitieux en le démontrant face à une divinité introduite tardivement dans les coutumes de la vie. D’après les livres Contre Jovinien de Jérôme de Stridon, Théophraste a écrit contre le mariage ; après avoir retracé en détail les ennuis du mariage et ses inquiétudes, il se prononce contre : selon lui, le sage ne doit pas se marier. Théophraste, qui pourtant exhortait les hommes à mettre leur espérance dans l’instruction plutôt que dans les richesses, dit dans son livre De la richesse que l’avantage du riche est de pouvoir se permettre les somptuosités des fêtes fastueuses données au peuple. Théophraste affirme l’établissement de ses doctrines comme découlant de leur nature elle-même, étroitement attachée aux sens ; sa position est ambiguë : parfois, il semble être conscient de son ambiguïté. Ce faisant, son enseignement se situe lui-même sur le terrain de l’opinion, ne découle pas des arguments et des démonstrations avancés dans chaque cas, mais de l’inexistence des dieux, établie à partir de l’expérience : les dieux des religions ne sont pas sensibles, et on ne saurait donc s'en faire une idée, et ce qui ne peut être connu par sa nature même « n’est pas ».
Les trois piliers de sa démarche sont :
- description ;
- dénomination ;
- classification[174].

Selon Théophraste, la connaissance certaine vient par les sens ; l'intellect matériel était une substance ni engendrable ni corruptible, tandis que les intelligibles existant en lui en acte. Selon Théophraste, le sentiment est le principe de la foi. Il a établi que croire n’est pas connaître : si l’on croit, on ne connaît pas ; si l’on connaît, on ne croit pas, mais on sait. Cette pensée n’est pas sans rappeler celle de Platon : ce que l’homme connaît il ne le cherche pas parce qu’il le connaît, et sachant cela il n’a nul besoin de le chercher ; mais ce qu’il ne connaît pas, il ne le cherche pas non plus, parce qu’il ne saurait pas ce qu’il doit chercher. Plutarque cite Théophraste : « Un général doit mourir en capitaine et pas en soldat ». Selon Épicure puis Aristote et enfin Théophraste, la raison tout entière est tirée des sens, et toutes les pensées émanent d’eux. Là où Platon admet l’âme comme une substance qui n’est pas perçue par les sens, mais semblablement par le seul entendement et la pensée, Théophraste remarque qu'affirmer que l’âme est conçue par le seul entendement signifie nier absolument qu’elle puisse être comprise, puisqu’il n’y a rien dans l’entendement qui n’a pas été préalablement dans les sens. Théophraste réduit à des mouvements les énergies de l'âme.
Théophraste explique par la théorie aristotélicienne des quatre causes (matière, forme, cause efficiente et cause finale) et enseigne qu’il y a trois sources de connaissance :
- la connaissance certaine et évidente ;
- la conjecture et l’opinion ;
- la foi.

## Théophraste et les Présocratiques / Platon

### Présocratiques

#### Thalès
Théophraste résume la théorie de Thalès qui voulait que la vie anime la matière en parlant de « mouvement éternel » ; pour Théophraste, tous les changements de la matière en dépendent.

#### Diogène d'Apollonie
Théophraste a reproché à Diogène d'Apollonie des points de vue irréconciliables : si toutes choses ne dérivaient pas d'un principe unique, il n'y aurait ni agir ni pâtir. Dans son ouvrage Sur les Sens, il pose la question quant à savoir pourquoi les oiseaux ne nous dépassent-ils pas en raison si c'est la pureté de l'air respiré qui décide de la finesse et de l'excellence des dons intellectuels, et pourquoi le cours des pensées ne change-t-il pas du tout au tout chaque fois que nous changeons de demeure, et selon que nous respirons l'air des montagnes ou celui des marécages.

#### Démocrite
Il reproche notamment à Démocrite de ne pas tout expliquer de la même manière, pas même tout ce qui rentre dans le même genre. Théophraste a discuté les points de vue de Démocrite, dans Causes des plantes, dans Sur les sensations ainsi que dans De Démocrite et Sur Démocrite. Aristote et Théophraste citent explicitement Démocrite comme étant à l’origine de la théorie atomiste. Théophraste attribue à Leucippe l’ouvrage Grande organisation du monde, que l’on dit être de Démocrite.
D’accord avec Anaxagore et Métrodore de Lampsaque, un atomiste, Théophraste dit que l’eau de mer filtrant à travers la Terre et la lessivant devient salée, parce que c’en est l’une des saveurs.

#### Héraclite
Théophraste attribue à l’humeur impulsive d’Héraclite l’imperfection de certaines parties de son ouvrage et ses contradictions ; selon Théophraste, l'obstination d’Héraclite l’avait conduit parfois à des exposés incomplets et contradictoires. Théophraste attribue deux sortes d’exhalaisons à Héraclite : la sèche et l'humide.

#### Parménide
Selon Théophraste, Parménide dit que la connaissance a lieu suivant que ce soit l’âme ou la pensée qui l’emporte sur l’autre. La pensée est meilleure et plus pure lorsque le chaud prédomine, celle qui a lieu par le chaud est meilleure et plus pure. La proportion du chaud et du froid joue sur dépendent la mémoire et l’oubli. Le semblable est senti par le semblable le cadavre ne sent rien du fait de l’absence de chaleur. Théophraste dit encore que Parménide reconnaît l’infériorité des sens et l’opinion sur la pensée, ne fait pas encore de distinction entre sensation et raison.

#### Gorgias
Théophraste a écrit qu’il fut l’élève d’Empédocle d'Agrigente avec qui il apprit la rhétorique. Il en tient aussi une conception de la connaissance qui dit que les corps émettent des particules. Or, les appareils sensitifs sont munis de pores. La sensation ne se produit que lorsque les pores des organes sensoriels sont d'un calibre conforme à celui des particules qui les rencontrent : trop larges ils les laissent filtrer, trop étroits ils les retiennent. Cette théorie est, d'après Théophraste, celle de Gorgias héritée de son maître.

#### Empédocle
Théophraste dit qu'Empédocle fut l’émule de Parménide, dont il imita les poèmes, et que selon lui, c’est le sang qui détermine la pensée, car c'est surtout dans le sang que se tempèrent réciproquement les divers éléments. Tout un chapitre de Sur les Sensations critique Parménide et Platon, et un autre est entièrement est consacré à souligner les nombreuses erreurs d'Empédocle.

#### Anaximandre
Anaximandre relie l’engendrement non pas à l’altération de l’élément, mais à la séparation des contraires à travers le mouvement éternel.
Théophraste rapporte ce qu’Alcméon de Crotone pensait de chacun des sens :
- l’ouïe : pour Alcméon de Crotone, le vide contenu dans les oreilles répercute les sons par vibration ;
- l’odorat : par le nez, le souffle parvient jusqu'au cerveau ;
- le goût ;
- la vision : elle se produit à travers l'eau qui est dans les yeux ;
- le toucher : selon Théophraste, Alcméon ne dit rien de ce sens, ni comment ni par quoi il se produit ;
- d’après Théophraste[189], Alcméon rejetait la thèse qui explique la sensation par le semblable.

Après la mort de Théophraste, le Lycée n’a plus produit d’œuvre originale. 

### Platon
Théophraste dit que Platon fut le premier par la renommée et le génie, tout en étant le dernier dans la chronologie. Comme il avait voué la majeure partie de son activité à la philosophie première, il se consacra aussi aux apparences et aborda l’histoire naturelle, dans laquelle il voulut établir deux principes : l’un subissant, comme la matière, est appelé récepteur universel, l’autre agissant, comme une cause, est rattaché à la puissance du dieu et du bien.
Théophraste commente également la remarque La République, « entre amis tout est commun » : si on suit cette voie, les amis des amis doivent l’être au premier chef, et avant de choisir ses amis, il faut les juger. En parallèle, selon Théophraste, il ne faut juger les étrangers quand on les aime, mais les juger avant de les aimer.
Il critique Platon à propos du plaisir. Pour Théophraste, contrairement à Platon, il n’existe pas de plaisir vrai ou faux : que tous les plaisirs sont vrais. Car pour Théophraste, s’il existait un plaisir faux, ce serait un plaisir qui n'est pas un plaisir. Assurément, rien de tel ne s’ensuivra ; en effet, l’opinion fausse n’en est pas moins une opinion. Mais même s’il s’ensuit cela, Théophraste se demande ce qu’il y aurait d’absurde à ce que le plus bas plaisir, semblant un plaisir, n’en soit pas un. C’est qu’il existe aussi un être entendu autrement, qui n’est pas l’être entendu simplement ; ainsi, ce qui est engendré n’est pas l’être en tant que tel. En effet, même Aristote pense qu’il existe certains plaisirs relatifs et non en tant que tels, comme ceux des malades qui goûtent l’amer comme le doux. D’après Théophraste, le faux se présente sous trois formes : Soit comme un caractère feint, soit comme un discours, soit comme une chose qui est. Théophraste se demande relativement à quoi le plaisir est-il donc faux, car selon lui le plaisir n’est ni un caractère, ni un discours, ni un être qui n’est pas, car telle est la chose fausse, caractérisée par le fait qu’elle n’est pas. Il faut rétorquer que le plaisir faux est relatif à ces trois définitions ; car le plaisir est feint s’il vient du caractère feint, irrationnel, quand l’opinion s’égare et se dirige vers le faux au lieu du vrai et y trouve son plaisir, et n’existant pas quand il est imaginé en l’absence de la douleur, et cela sans que rien d’agréable soit présent.

## Catalogue des œuvres de Théophraste

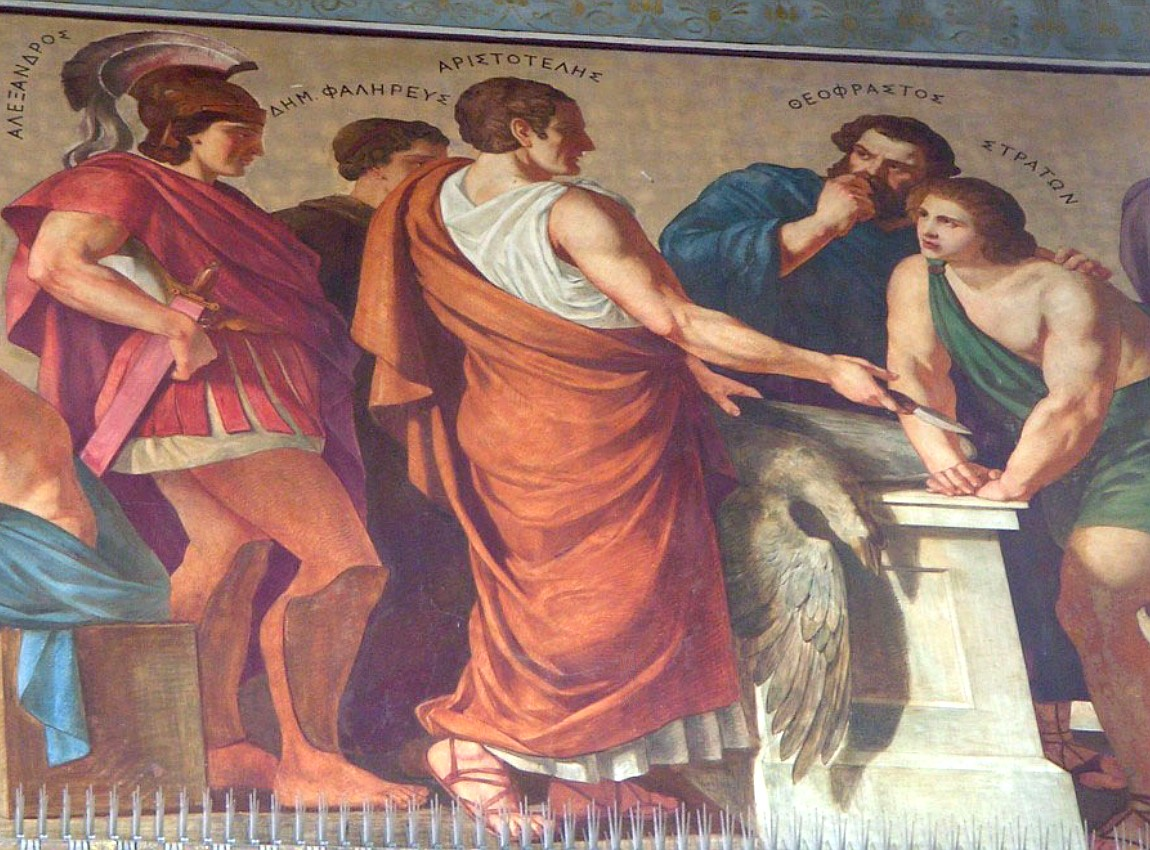
Fresque représentant Aristote et ses disciples. Université nationale et capodistrienne d’Athènes.

Dans le cinquième livre des Vies, doctrines et sentences des philosophes illustres, Diogène Laërce donne le catalogue des œuvres: « Il a laissé des livres, lui aussi, le plus grand nombre qui est possible. Eux aussi, j'ai jugé légitime d'en donner la liste parce qu'ils regorgent d'excellence en tous domaines ». Le catalogue présente en fait des listes par ordre alphabétique, bien que l'ordre soit bouleversé à plusieurs reprises et que sa Métaphysique ne soit pas mentionnée. Diogène indique que cela représente 230 850 lignes, un nombre peu vraisemblable, car les comparaisons avec les ratios lignes/nombre de livres pour Aristote et Straton, indiqueraient des écarts beaucoup trop élevés.
On attribue à Théophraste un traité Sur la Métaphysique, que l'on soupçonne d'être le Περὶ τῶν ἁπλῶν διαπορημάτων αʹ du catalogue rapporté par Diogène Laërce. Nicolas de Damas attribue l'ouvrage à Théophraste ; Brandis en 1823, Wimmer en 1854, et Usener en 1890 en fixent le texte, et l'authentifient. Fobes et Ross, de l'Université d'Oxford, publient en 1929 leurs travaux de traduction et commentaires de la Métaphysique de Théophraste. Jules Tricot, dans sa traduction de la Métaphysique de Théophraste, considère que les travaux de Fobes et Ross sont de qualité supérieure à ce qui a été fait jusqu'alors. Cette attribution à Théophraste n'est pas contestée.
Cependant, aucune référence à la Métaphysique n’est connue entre le temps de Théophraste et le Ier siècle ; Cicéron ne parle jamais de cet ouvrage. Après le temps d’Andronicos de Rhodes, quelques commentateurs, dont Nicolas de Damas, semblent avoir composé une Θεωρία τοῦ Ἀριστοτέλους μετὰ τὰ Φυσικά / Theoria tou Aristotelous meta ta physika, titre qui fait apparaître l'expression qui allait devenir le nom du texte d’Aristote : Μετὰ τὰ Φυσικά / Meta ta physika. On a attribué ce titre à Andronicos de Rhodes, mais on le trouve dans un fragment de Théophraste sur la philosophie première.
Le traité moral περὶ ἡδονῆς (Sur le Plaisir) est également attribué à Théophraste, mais pourrait avoir été un ouvrage de Chaméléon d'Héraclée, autre disciple d’Aristote cité par Athénée. Ce qui nous reste de Théophraste a été publié par Camerarius en 1541, Daniel Heinsius (Éd. Leyde en 1613) et par Johann Gottlob Schneider en 1818 (Éd. Leipsick, 5 vols.).
Les Caractères ont été traduits en français en 1688, puis adaptés et imités par Jean de La Bruyère : longtemps on n'a possédé que 28 chapitres de cet ouvrage ; on a découvert en 1786 les chapitres 29 et 30. Ce traité inspira Ariston de Céos, Jean de La Bruyère et Jean de La Fontaine, entre autres ; l’Anthologie Palatine cite un philosophe péripatéticien nommé Satyros d'Olynthe, également disciple d'Aristote, qui rivalisa avec Théophraste en écrivant des Caractères.
Proclos considère que Du ciel est l’œuvre de Théophraste. D’après Philodème de Gadara, le premier livre des Économiques d’Aristote a été écrit par Théophraste, et est inspiré de l'ouvrage homonyme écrit par Xénophon. Certains fragments d’un ouvrage péripatéticien intitulé Sur les couleurs a été attribué à Théophraste. Dans ses livres Contre Jovinien, Jérôme de Stridon cite un Livre de la nuit, dont il parle au Livre XIV ; Priscien cite un Traité sur l'Imagination et l'Intelligence.
Une lettre du pseudo-Théophraste circule, extraite du Manuscrit 483 du Vatican parmi les lettres de Cratès de Thèbes, un philosophe cynique. Au cours de l’Antiquité, les travaux de Théophraste furent prolongés par ceux de Pline l'Ancien et de Dioscoride, mais déjà après les conquêtes moyen-orientales d’Alexandre le Grand, la pensée magique mésopotamienne et égyptienne avait commencé à contaminer la pensée hellène. Mettant un terme à cette période riche en observations suivra, jusqu’à la Renaissance, ou la période du Moyen Âge, pendant laquelle les études botaniques ne seront plus que la reprise des travaux anciens, sans nouveauté.
Signe de son rôle précurseur en botanique, l’IPNI a attribué à Théophraste une abréviation en botanique[Laquelle ?], chose très rare pour un auteur d’avant le XVIe siècle.

#### Ouvrages de Théophraste

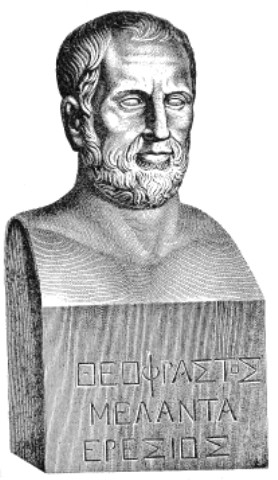
Théophraste.